# 马琳·斯万斯特伦
马琳·斯万斯特伦（瑞典語：Malin Svahnström，1980年6月10日—），瑞典女子游泳运动员。她曾代表瑞典参加2000年和2004年夏季奥林匹克运动会游泳比赛，其中2000年奥运会获得一枚铜牌。